# دانشگاه آزاد اسلامی واحد دزفول
مدیر آموزشی
دانشگاه آزاد اسلامی واحد دزفول یکی از واحدهای دانشگاه آزاد اسلامی است که در سال ۱۳۶۶ در شهر دزفول تأسیس شده‌است.
بزرگان دزفول با محوريت ومديريت‌ دكتر عليرضاعصاره تصميم به احداث دانشگاه آزاد اسلامي واحد دزفول گرفتند، در نتيجه با سعي و تلاش وافر در ۱۵ ارديبهشت ماه ۱۳۶۶ دانشگاه دزفول تاسيس و با ۲رشته كارداني كشاورزي و ادبيات كار خود را آغاز كرد. اكنون پس از گذشت ۳۱ سال از اين مهم، واحد دزفول به عنوان قطب فني و مهندسي شمال خوزستان يكي از بزرگترين مراكز آموزش عالي جنوب و غرب كشور مي باشد كه با داشتن ۱۱۰رشته در مقاطع كارداني، كارشناسي و كارشناسي ارشد و دكترا، ۴۰۰ نفر عضو هيأت علمي مجرب و قريب به ۲۹۷ كارمند خدوم و دلسوز، پذيراي دانشجويان عزيز است. اين واحد دانشگاهي در حال حاضر داراي قريب به ۱۰۰۰۰ نفر دانشجو در مقاطع مختلف بوده و تاكنون حدود ۶۴۰۰۰ فارغ التحصيل را به جامعه علمي و بازار كار هدايت نموده است. دانشجويان واحد دزفول داراي افتخارات فراوان در مسابقات علمي، فرهنگي و ورزشي بوده و در بسياري از مجامع و همايش هاي تخصصي در داخل و خارج از كشور با ارائه مقالات علمي يا اختراعات و ابتكارات خود درخشيده اند
این دانشگاه با ۲۳۰۰۰ دانشجو بزرگ‌ترین دانشگاه شمال خوزستان است و در سال ۱۳۸۶ توانست به درجه واحد دانشگاهی بسیار بزرگ دست یابد.
واحد دزفول به عنوان یکی از واحدهای برتر و عالی کشور و منطقه شش دانشگاه آزاد با دارا بودن امتیاز ۲۶۴۱ به عنوان قطب فنی مهندسی و نخستین واحد در سطح منطقه و خوزستان در خصوص انجام انتخاب واحد اینترنتی و شبکه جامع کامپیوتر است.

## دانشکده‌ها

### فنی و مهندسی
دانشگاه آزاد اسلامي واحد دزفول با ايجاد رشته كارداني برق در مهرماه سال ۱۳۶۷، پذيرش دانشجو در رشته هاي فني و مهندسي را آغاز نمود. با گسترش رشته هاي فني و مهندسي و افزايش دانشجويان، در ابتداي سال ۱۳۷۹ طرح تاسيس دانشكده فني و مهندسي ارائه گرديد و نهايتا اين دانشكده با گروههاي آموزشي برق، مكانيك و عمران در شهريور ماه ۱۳۷۹ تاسيس گرديد. اين دانشكده به ياري حق تعالي و با زحمات بي دريغ كليه كاركنان آن توانسته است بالغ بر ۳۳۰۰۰ دانش آموخته در رشته هاي مهندسي به جامعه تحويل نمايد. هم اكنون بالغ بر ۳۰۰۰ دانشجو در مقطع كارشناسي، ۱۲۰۰ دانشجو در مقطع كارشناسي ارشد و ۱۰۰ دانشجو در مقطع دكترا در اين دانشكده مشغول به تحصيل هستند.
کلاس‌های آموزشی این دانشکده در ساختمان‌های آموزشی خواجه نصیر، دکتر حسابی، شیخ مرتضی انصاری در پردیس اصلی و خوارزمی در پردیس آزادگان برگزار می‌شود.
این دانشکده دارای دو کتابخانه مجزا و مجتمع کارگاهی و آزمایشگاهی می‌باشد.
گروه‌ها:
- گروه مهندسی عمران
- گروه مهندسی پزشکی
- گروه مهندسی برق
- گروه مهندسی کامپیوتر
- گروه مهندسی مکانیک
- گروه مهندسی متالورژی
- گروه مهندسی شیمی
- گروه علوم ریاضی
- گروه علوم تجربی
- گروه فیزیک
- گروه علوم انسانی[نیازمند منبع]
- گروه مهندسی کشاورزی

### معماری
شاید بتوان معماری را عامل بقای انسان هم به لحاظ فیزیولوژیکی و هم به لحاظ معنوی دانست. حرفه معماری از محدود رشته‌هایی است که تقریباً با تمام شاخه‌های زندگی انسان سر و کار دارد و به جرأت می‌توان گفت که معماری به عنوان شاخص سنجش پیشرفت بشر در اعصار مختلف است.
در راستای اعتلای این هنر و فن دیرینه کشورمان، دانشگاه آزاد اسلامی واحد دزفول از سال ۱۳۷۴ اقدام به پذیرش دانشجو در مقطع کاردانی ناپیوسته از طریق آزمون سراسری نموده‌است و هم‌اکنون با سابقه‌ای نزدیک به دو دهه از فعالیت گرو معماری، به فعالیت خود با دارا بودن ۱۲۰۰ دانشجو در حال تحصیل به همراهی ۱۶ استاد تمام وقت و ۴۵ استاد مدعو به سوی تأسیس دانشکده هنر و معماری گام برمی‌دارد

## مساحتها و فضاهای تحت پوشش گروه معماری

- فضاهای آموزشی شامل ۱۸ آتلیه، ۱۰ کلاس جمعاً به مساحت متر مربع.
- سایت کامپیوتر به مساحت متر مربع.
- کارگاه مصالح و ساخت جهت برگزاری کلاس‌های ماکت سازی و شناخت مواد.
- آرشیو اسناد و پرو‍ژه‌های برتر دانشجویی به مساحت متر مربع.
- سالن سمعی بصری جهت برگزاری دفاعیه دانشجویان و مسابقات اسکیس و نمایش مستندهای معماری.
- کارگاه عکاسی شامل اتاق ظهور و چاپ عکس و …
مدیران اجرایی دانشکده:
دانشکده معماری از مهر ۱۳۷۴ با نام گروه با مدیریت مهندس اخلاصی آغاز به کار نمود و مدیران بعدی به ترتیب در سال‌های بعد:
1. سید کیانوش لاری بقال
2. محمد حسن عصاره
3. سید ناصر رضوی نیا
4. محمود دهنوی
5. محمد حسین محمدی زاده
6. مریم قدیری

### کشاورزی
دانشکده کشاورزی این واحد در آبان ماه سال ۸۲ به عنوان یک دانشکده مستقل با سه گروه آموزشی و ۵ رشته در ۳ مقطع کارشناسی، کارشناسی ناپیوسته و کارشناسی ارشد شروع به کار کرد. اما با ید در نظر داشت که سابقه آموزش شاخه کشاورزی در این واحد همپای خود واحد بوده‌است. کلاس‌ها و آزمایشگاه‌های دانشکده در سایت آزادگان دانشگاه واقع شده‌است.

گروه‌ها:
- گروه مهندسی علوم خاک
- گروه مهندسی آب
- گروه ماشین‌های کشاورزی
- گروه گیاه‌پزشکی
- گروه زراعت

### علوم انسانی

عکس هوایی

گروه‌ها:
- گروه حقوق
- گروه الهیات
- گروه زبان‌های خارجی
- گروه مدیریت
- گروه روانشناسی
- گروه باستان‌شناسی
- گروه ادبیات فارسی
- گروه معارف اسلامی
- گروه علمی کاربردی حسابداری
- گروه علوم تربیتی
- گروه تربیت بدنی

### پرستاری و مامایی
دانشکده پرستاری و مامایی دانشگاه آزاد اسلامی واحد دزفول که اولین دانشکده مصوب در سطح منطقه می‌باشد، فعالیت خود را از سال ۱۳۷۱در رشته کارشناسی پرستاری و کاردانی مامایی آغاز نمود.
گروه‌ها:
- گروه پرستاری
- گروه مامایی

## رئیسان دانشگاه
| سال‌های ریاست     | نام رئیس           |
| ---------------- | ------------------ |
| از ۱۳۶۶ تا ۱۳۸۳  | علیرضا عصاره       |
| از۱۳۸۳ تا ۱۳۸۶   | علیرضا شکوه‌فر      |
| از۱۳۸۶ تا ۱۳۸۸   | غلامحسین محمدی‌زاده |
| از۱۳۸۸ تا ۱۳۹۱   | قدرت‌الله متین      |
| از۱۳۹۱ تا ۱۳۹۲   | کریم رضادوست       |
| از۱۳۹۲ تا ۱۳۹۶   | ناصر سراج خرمی     |
| از ۱۳۹۶ تا ۱۴۰۰  | علی افروس          |
| از ۱۴۰۰ تا اکنون | سید محمد مهدی صافی |